# Nový Svět (Olmütz)
Nový Svět (deutsch Salzergut, auch Neue Welt) ist ein Ortsteil im Süden von Olomouc (Olmütz) in Tschechien mit etwa 1.000 Einwohnern.